# Siphonogorgia miniacea
Siphonogorgia miniacea is een zachte koraalsoort uit de familie Nidaliidae. De koraalsoort komt uit het geslacht Siphonogorgia. Siphonogorgia miniacea werd in 1896 voor het eerst wetenschappelijk beschreven door Kükenthal. 